# تعطیلات: یک سرباز هرگز وظیفه خود را رها نمی‌کند
تعطیلات: یک سرباز هرگز وظیفه خود را رها نمی‌کند (به انگلیسی: Holiday: A Soldier Is Never Off Duty) فیلمی است محصول سال ۲۰۱۴ به کارگردانی ای آر مارگادوس است. در این فیلم بازیگرانی همچون آکشی کومار، سوناکشی سینها، سامیت راغوان، فردی دارووالا، گوویندا، ذاکر حسین، چری مردیا، آپوروا آرورا ایفای نقش کرده‌اند.

## داستان
یک افسر ارتش برای تعطیلات و خواستگاری به مرخصی می آید ولی ناخواسته با یک گروه تروریستی درگیر می شود و تصمیم به نابودی آن ها می گیرد و.......